# Dieter von Andrian

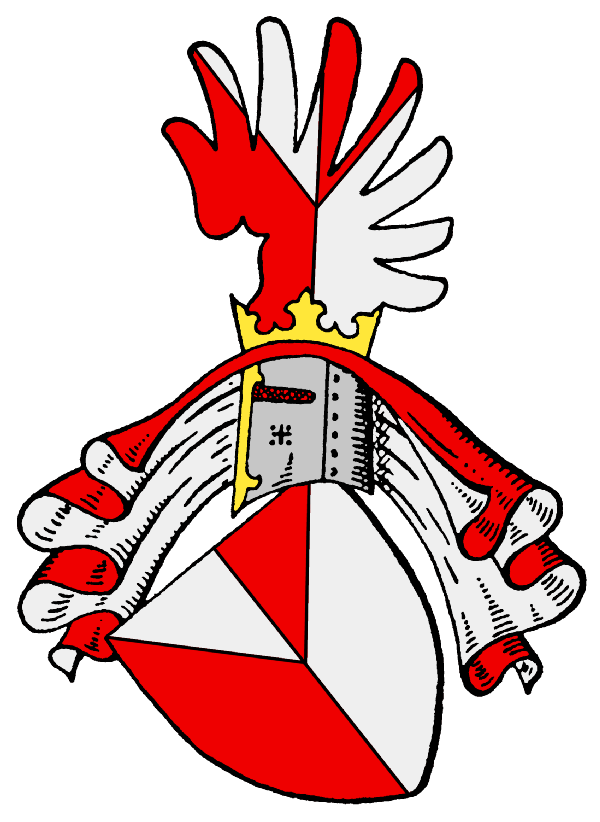
Wappen derer von Andrian

Dieter Freiherr von Andrian-Werburg (* 26. April 1925 in Berlin-Steglitz; † 25. Dezember 1992 in Kassel) war ein deutscher Grafiker, der vor allem durch seine Gebrauchsgrafik, sowie durch Briefmarkenentwürfe für die Deutsche Bundespost und Piktogramme im Bereich der Eisenbahn bekannt wurde.

## Werdegang
Dieter von Andrian entstammt der Familie Andrian-Werburg. Er wurde als drittes Kind des Syndikus Carl Anton Freiherr von Andrian-Werburg (1881–1939) und seiner Frau Auguste (1883–1948) geboren. 1943 legte er am Gymnasium Steglitz in Berlin das Abitur ab. Zuvor besuchte er Abendkurse an einer privaten Kunstschule. Nach dem Schulabschluss wurde er zum Reichsarbeitsdienst, anschließend zum Militärdienst eingezogen. Nach der Kriegsgefangenschaft arbeitete er ab 1946 zunächst als Übersetzer für Englisch in Hannoversch Münden. 1947 begann er ein Studium an der wieder eröffneten Staatlichen Werkakademie Kassel bei Ernst Röttger, Arnold Bode, Kay H. Nebel und Hans Leistikow, das er 1952 abschloss. 1953 heiratete er Johanna Grebenstein. Aus der Ehe gingen vier Töchter hervor. Von Andrian lebte und arbeitete von 1965 bis 1992 in Schauenburg-Elgershausen.

## Werk
Zum Ende seines Studiums gewann er den 1. Preis in einem Wettbewerb um das Plakat der Reise- und Verkehrsausstellung München 1953. Außerdem erhielt er den Auftrag, zwei Ausstellungshallen der Verkehrsausstellung zu gestalten. Sein Plakat wurde ein Jahr später zu einem der besten Plakate des Jahres 1953 gekürt. Diese Erfolge ermutigten ihn, sich selbständig zu machen.
Von 1958 bis 1960 war von Andrian Assistent von Arnold Bode, dem Begründer der documenta und zwischen 1956 und 1965 Mitarbeiter der ANA-Werbung KG in Kassel. 1969 und 1970 war er Gastdozent an der Staatlichen Werkkunstschule Kassel (heute: Kunsthochschule Kassel). Er war Mitglied im Deutschen Werkbund. Eine Auszeichnung erhielt er 1957 auf der 11. Triennale Milano für seine Plakatgestaltung. 1983 wurde ihm für sein Werk das Bundesverdienstkreuz am Bande verliehen.
Von Andrian gestaltete als Glasmaler zahlreiche Bleiglasfenster, Kirchenfenster und Mosaiken wie z. B. das Wandbild „Gläserne Stadt“ in Kassel (1968, Neuaufstellung nach Restaurierung 2019). Weiterhin gestaltete er Bücher und Plakate für die Staatlichen Kunstsammlungen Kassel.

## Werke

Marke der Deutschen Bundespost „Für die Jugend“ 1969

Marke der Deutschen Bundespost „Für die Jugend“ 1969

Marke der Deutschen Bundespost „Für die Jugend“ 1969

Marke der Deutschen Bundespost „Für die Jugend“ 1969

Weihnachtsmarke der Deutschen Bundespost 1976

- Plakat der Reise- und Verkehrsausstellung München 1953
- Gestaltung zweier Ausstellungshallen der Reise- und Verkehrsausstellung München 1953
- Künstlerische Ausgestaltung eines Weinlokals in Würzburg, 1954 (Mosaik, Hinterglasmalerei, Fototapete, Textil, bleiverglastes Fenster)
- Kunst am Bau sowie grafische Arbeiten für die Gemeinnützige Wohnungsbaugesellschaft der Stadt Kassel (GEWOBAG), 1954–1957
- Plakate für die Deutsche Bundesbahn, ab 1954
  - Frühling – glückliche Reisezeit, 1956 (1957 vom BDG prämiert)
  - Wir fahren immer sicher und zuverlässig. Für Ihre Transporte die DB, 1958 (erstes Güterverkehr-Werbeplakat, ausgezeichnet durch den BDG und die Bundeshauptstadt Wien); auch als Werbeanzeige, Briefverschlussmarke und Signet verwendet.
  - Wir fahren immer sicher und schnell. Für Ihre Reisen die DB, 1959
- Wandgestaltung zum Thema „Berlin“ im Kasino, Schriftzug am Gebäude und emaillierter Türgriff am Gebäude der Deutschen Pfandbriefanstalt in Wiesbaden, 1955
- Plakat, Ausstellungsstände, Broschüre, Werbeanzeigen im Katalog der Bundesgartenschau Kassel 1955
- Arbeiten für die Deutsche Bundespost seit 1956
  - Bildkalender 1958, 1966, 1967
  - Illustration in der Schüler-Zeitschrift der Deutschen Bundespost Der gelbe Briefkasten 1958, 1959, 1966–1970
  - Teilnahme an Wettbewerben um die Gestaltung von Briefmarken 1959–1991
    - Erfolgreiche Teilnahme am Wettbewerb um die Gestaltung der Jugendmarken 1969, Thema: Pferde
    - Erfolgreiche Teilnahme am Wettbewerb um die Gestaltung der Weihnachtsmarke 1976
    - Erfolgreiche Teilnahme am Wettbewerb um die Gestaltung der Sondermarke und Sonderstempel zum 200, Geburtstag von Friedrich List, 1988
- Gottschalk & Co, Druckwerke und Firmenzeichen, 1956–1968
- Plakat zum 17. Juni. Tag der deutschen Einheit. Unteilbares Deutschland im Auftrag des Kuratoriums unteilbares Deutschland, 1957
- Plakat für eine Ausstellung des Kasseler Kunstvereins zu Hans Leistikow und seinen Schülern, 1957
- Plakat Mutter braucht Ferien. Sammlung Deutsches Müttergenesungswerk 5.–11.5.1958
- Firma Völker, Druckwerke und Firmenzeichen, 1958–1973
- Weihnachtsplakat Unteilbares Deutschland im Auftrag des Kuratoriums unteilbares Deutschland 1959
- Illustrierte Broschüre der Stadt Kassel, 1960
- Etiketten, Broschüren und Messestände für B. Braun Melsungen, 1960 bis ca. 1967
- Piktogramme für den Internationalen Eisenbahnverband (UIC), heute noch in Gebrauch, 1960er Jahre
- Broschüren, Publikationen, Plakate, Kirchensiegel und Kirchenfenster für die Evangelische Kirche von Kurhessen-Waldeck und Gliedgemeinden, 1961–1992
- In der Folge Arbeiten für Innere Mission, Diakonisches Werk, Evangelisches Männerwerk, Evangelischer Presseverband, Hilfswerk der Evangelischen Kirche in Deutschland
- Buntglasfenster in der Adventskirche, Kassel: Fortsetzung der Arbeiten des verstorbenen Hans Leistikow, 1962
- Illustrationen für das Kinderlexikon Mein erster Brockhaus[2], zusammen mit Paul Foitzheim und Gerhard Wawra.
- Plakat der Gedächtnisausstellung für Hans Leistikow, 1963
- Plakate, Kataloggestaltung, später auch Ausstellungsgestaltung für die Staatlichen Kunstsammlungen Kassel, heute: Museumslandschaft Hessen Kassel, 1963–1992
- Umschlag und Layout der Jahresgaben der Hessischen Brandversicherungsanstalt, 1964–1990 (heute: SV SparkassenVersicherung)
- Fenster der Lukaskirche, Kassel, 1964
- Fenster der Jakobuskirche Kassel-Bettenhausen, 1964
- Arbeiten für den Bundesverband der landwirtschaftlichen Berufsgenossenschaften, Kranken- und Alterskassen und Illustrationen für deren Zeitschrift Sicher leben, 1964–1982
- Mosaiken im Chemischen Staatsinstitut Hamburg (heute: Institut für Hygiene und Umwelt), 1964/65
- Arbeiten für das Betonwerk Hessen, 1965–1972
- Arbeiten für das Gustav-Adolf-Werk, insbesondere für das Gustav-Adolf-Blatt und den Jahreskalender, 1965–1992
- Fenster der Erlöserkirche in Fürth-Dambach, 1965
- Fensterwand der Synagoge in Kassel, 1965
- Arbeiten für die Deutschen Ton- und Steinzeugwerke, Großalmerode 1966–1970
- Plakat, Festschrift und Ausstellungsplakat zu „100 Jahre Eisenbahn-Reklame“, 1966
- Fenster in der evangelischen Kirche in Witzenhausen-Ermschwerd, 1967/68
- Plakate, Faltblätter und Programme für kirchliche Musikveranstaltungen, meist für die Kantorei der Martinskirche in Kassel, z. B. für die Kasseler Musiktage, ab 1967
- Arbeiten für den Hessischen Museumsverband:
  - Plakat „Kasseler Museumspläne“, 1967
  - Umschlaggestaltung und Layout des Handbuchs Museen in Hessen, ab 1970
  - Umschlaggestaltung und Layout Aus hessischen Museen, 1975–1983
  - Beauftragter Museumsgestalter für Museen im Hessischen Museumsverband, 1975–1990, so z. B. in Fritzlar, Alsfeld, Bergwinkelmuseum in Schlüchtern
  - Layout der Zeitschrift „Mitteilungen“, 1986
- Wandbild „Gläserne Stadt“, Gestaltung einer Wand aus Beton und Dickglas, ursprünglich 1968 in der Unterführung zum U-Bahnhof Hauptbahnhof Kassel eingebaut. 2018 endgültig ausgebaut, umfangreich restauriert, an der Friedrich-Ebert-Straße in Kassel wieder aufgestellt und am 17. Dezember 2019 enthüllt.[3]
- Plakat, Programme, Einladungen und Werbematerial für die Kieler Woche, 1968
- Fenster der Apostelkapelle am Aschrottpark in Kassel, 1969
- Stuckrelief in der Eingangshalle des Diakonissenhauses in Kassel, 1969
- Plattencover für Kasseler Verlage, 1970er Jahre
- Arbeiten für die Arbeitsgemeinschaft Friedhof und Denkmal, ab den 1970er Jahren
  - Gestaltung der Reihe Kasseler Studien zur Sepulkralkultur, 1979–1984
- Signet der Gesellschaft für Grundbautechnik, 1971
- Umschlag und Layout des Buches Rendevouz mit Kassel[4], 1971
- Planung des Astronomisch-Physikalischen Kabinetts im Hessischen Landesmuseum Kassel, 1972 (die Ausstellung befindet sich heute – mit neuem Konzept – in der Orangerie in der Karlsaue).
- Gestaltung der Sonderausstellung zu Heinrich Schütz im Hessischen Landesmuseum Kassel, 1972
- Gestaltung der Informationstafeln der Antikensammlung der Staatlichen Kunstsammlungen Kassel, heute: Museumslandschaft Hessen Kassel, 1973
- Erste Mitgestaltung der Abteilung Vor- und Frühgeschichte des Hessischen Landesmuseums Kassel, 1974
- Fachbuchillustrationen, ca. 1975
- Gestaltung der Außenwand des Kindergartens Hofgeismar, 1976
- Stahlplastik vor der Mohren-Apotheke in Hofgeismar, 1977
- Chorfenster der evangelischen Kirche in Baunatal-Altenbauna, 1982
- Zweite Mitgestaltung der Abteilung Vor- und Frühgeschichte des Hessischen Landesmuseums Kassel, 1982/1988
- Gestaltung der Ausstellung „700 Jahre Elisabethkirche in Marburg 1283–1983“, 1983
- Fensterwände in der Kapelle des Diakonissenwohnhauses Bad Emstal-Sand, 1983
- Plakate für die Ausstellungen moderner Kunst im InfoCenter der Hessischen Brandkasse in der Treppenstraße in Kassel, 1985–1990
- Fenster der Friedhofskapelle Schauenburg-Elgershausen, 1988
- Umschlag und Layout des Katalogs der Ausstellung in Schlüchtern anlässlich des 500. Geburtstags von Ulrich von Hutten, 1988
- Fenster der Friedhofskapelle Homberg (Efze)-Wernswig, 1989
- Signets für die einzelnen Häuser der staatlichen Museen in Kassel, Ende der 1980er Jahre
- Plakat zur Ausstellung „Apollo und Athena“ der Staatlichen Kunstsammlungen Kassel, 1991
- Plakat und Kataloggestaltung für eine Sonderausstellung zum Werk von Fritz Winter in der Staatlichen Kunstsammlungen Kassel, 1992
- Ausstellung aus Anlass des 90. Geburtstages von Dieter von Andrian. Ein Querschnitt seiner Arbeiten in Fotografien im Kreishaus des Landkreises Kassel, 2015